# 塞舌尔历史
塞舌尔是印度洋上的一个群岛国家，其文字历史可追溯到17世纪。

## 早期历史
塞舌尔早期的历史并无记载，马来人在迁居马达加斯加的途中很可能早在公元前就已发现了塞舌尔。阿拉伯人记载过印度洋上的许多岛屿，在一份851年的手稿中，提到过在马尔代夫以南有一些小岛，据推测可能就指今日的塞舌尔，但是阿拉伯人并没有在此定居。
1502年，塞舌尔出现在瓦斯科·达伽马的海图上，被称为“七姐妹岛”。1608年，一艘英国东印度公司的商船在印度洋上遇险，次年漂流到塞舌尔的某个岛屿后幸运获救，但是英国人并未立即采取行动占领该岛。17世纪之后，一些海盗占据了马达加斯加的某些港口作为基地，在北上红海等地劫掠的途中，塞舌尔可能是他们的补给点之一。

## 法国统治
1742年，法国法兰西岛总督贝特朗-弗朗索瓦·马埃·德·拉布尔多内（Bertrand-François Mahé de La Bourdonnais）派遣拉札·皮卡特去调查传说存在于马达加斯加东北的这些岛屿，以冀找到一条通往印度的捷径。同年11月21日，皮卡特发现了马埃岛，以总督之名命名，并在岛上登陆。皮卡特在1744年再次对该岛进行了考察，但是由于布尔德奈在1746年去职，法国一时也没有进一步的行动。
1756年11月1日，为对抗英国在印度洋上的势力，正在与英国交战的法国终于派出一支舰队去宣示对马埃岛的主权。当时的总督Corneille Nicholas Morphey将该群岛命名为塞舌尔群岛，以纪念路易十五的财政大臣让·门罗·戴·塞舌尔（Jean Moreau de Séchelles）。塞舌尔遂正式成为法国东印度公司属地。
七年战争结束后，塞舌尔随毛里求斯一同成为法国国王直属领地。1768年，法国控制了整个群岛。1770年8月12日，法国人开始对该群岛进行殖民，并在今日维多利亚的所在地建了一座城堡以保护这块殖民地。

## 自治和英国统治
法国大革命开始后，塞舌尔的殖民者决定自行管理这块殖民地，并且无视废除奴隶的法令。1794年，一支英国舰队抵达塞舌尔，塞舌尔在保证其荣誉和财产不受侵犯的前提下，宣布投降。英国人并未占领该群岛，而是让该群岛继续自治。1810年年底，毛里求斯被英国占领，英国人同意塞舌尔在遵守毛里求斯投降协定的基础上继续保持自治。其后，英国派遣的军事和民事长官与塞舌尔当地的法国贵族间长期处于暗斗状态，直到1835年英国正式废除奴隶制。一些庄园主认为没有奴隶无法维持生产，所以离开了塞舌尔。而自由的奴隶们并没有自己的土地，也缺乏劳动的技能和意愿，导致该群岛的经济出现了停滞。
不久，当椰子种植业发达起来后，情况发生了改变。加上英国政府将赤道以南发现的贩奴船上的奴隶一律送到塞舌尔解放，塞舌尔很快开始繁荣。1879年，维多利亚正式获得城市身份，有了自己的议会。1903年，塞舌尔从毛里求斯独立出来，成为一个英国直属的殖民地。在很长的一段时间内，塞舌尔都是英国流放政治犯的场所。来自霹雳州的一位苏丹在这里写下了今日马来西亚国歌的曲调，来自塞浦路斯的马卡里奥斯大主教则祝福这里永受上帝保佑。
一战开始后，当地的补给受到影响，工资下降，物价飞升，塞舌尔人组织的劳工队也在东非遭到了惨重的伤亡。塞舌尔人觉得遭到了忽视，在战后开始抗议英国的统治。1939年，塞舌尔第一个政党成立。不久，英国政府被迫开放选举权，但是塞舌尔仅有2000人享受到了这一权力。
1964年，弗朗斯-阿尔贝·勒内率领的塞舌尔人民统一党和詹姆斯·曼卡姆率领的塞舌尔民主党相继成立。1970年，以曼卡姆为首的自治政府成立。1974年大选结束后，新成立的两党联合政府积极与英国商谈独立事宜。1976年，塞舌尔在英联邦内独立。

## 独立之后
1977年6月5日，当曼卡姆在国外访问时，勒内发动政变将其推翻，自任塞舌尔总统，并在全国实行一党制，投向以苏联为首的社会主义阵营，建设社会主义国家。在勒内独裁的这段时间内，虽然在经济上表现良好，政府还是遭到了多次未遂政变的威胁，反对派在海外也受到了广泛支持。
1991年年底，勒内被迫开放党禁，恢复民主选举。在之后的历次选举中，勒内领导的塞舌尔人民进步阵线均取得了胜利。